# Sympetrum cancellatum
Sympetrum cancellatum är en trollsländeart som först beskrevs av Müller 1764.  Sympetrum cancellatum ingår i släktet ängstrollsländor, och familjen segeltrollsländor. Inga underarter finns listade i Catalogue of Life.